# Этионамид
Этионамид — тиоамид, производное изоникотиновой кислоты. Противотуберкулезный препарат второго ряда. Желтый кристаллический порошок со слабым или умеренным запахом серы. Не гигроскопичен. Практически нерастворим в воде и эфире; трудно растворим в этиловом и метиловом спирте, пропиленгликоле; растворим в ацетоне, дихлорэтане; хорошо растворим в пиридине.